# Hummal
Koordinaten: 35° 9′ 0″ N, 38° 43′ 0″ O
Als Hummal, auch Bir Onusi, wird eine Gruppe von fünf ins Mittelpaläolithikum datierten archäologischen Schichten bezeichnet, die sich im Gebiet der Ausgrabungsstätte el-Kowm im Nordosten Syriens nachweisen ließen. El-Kowm umfasst insgesamt 20 m starke Schichten, die Spuren des Zeitraums zwischen Altpaläolithikum und Jungpaläolithikum bieten. Die Schichten in Hummal, die der archäologischen Kultur des Hummalien den Namen gaben, also die Schichten 6a bis 6c, dann 7a und 7c, bzw. die darin vorgefundenen steinernen Artefakte, wurden auf ein Alter von 200.000 Jahren datiert. Dabei wurde in Hummal bisher nur das Gebiet um den dortigen artesischen Brunnen ausgegraben. Die größte Ähnlichkeit weist Hummal mit den Schichten F und E der Höhle von Hayonim im Norden Israels auf, sowie mit den noch undatierten Schichten B und C der Fundstätte Abu Sif, einer Höhle in Jordanien. Das Hummalien wurde versuchsweise dem frühen Mittelpaläolithikum zugewiesen, dem mittleren und späteren Mittelpaläolithikum die Kulturen des Yabrudien und Tayacien.

## Geographie, Geologie
Die El-Kowm-Oase liegt 450 m über dem Meeresspiegel in der Steppe zwischen Rasafa, Palmyra und Deir ez-Zor. Es handelt sich um eine Senke von 20 km Durchmesser in der Gebirgskette, die sich vom Anti-Libanon bis zum Euphrat erstreckt. Dabei trennt sie die verhältnismäßig wasserreichen Gebiete im Norden von der extrem trockenen Arabischen Wüste im Süden.
Das Gebiet ist durch eine Reihe artesischer Brunnen gekennzeichnet, die in Verbindung mit tieferen Schichten stehen. Seit Beginn menschlicher Anwesenheit zog es die Hersteller von steinernen Werkzeugen in das Gebiet, insbesondere an den archäologisch bedeutenden Brunnen, der etwa 780.000 Jahre aktiv war. Wesentlich für die frühen menschlichen Besucher dürften die qualitativ hochwertigen Aufschlüsse von Flint gewesen sein. 2012 waren insgesamt 206 Lagerplätze und 142 Stätten mit paläolithischen Steinartefakten im Gebiet von El Kowm bekannt, die bis zu eine Million Jahre zurückreichen.
Die Hummal-Fundstätte steht in Zusammenhang mit dem besagten artesischen Brunnen von schwankender Bedeutung. Daher wird die Sedimentformation einerseits vom wichtigsten Erosionsfaktor der Region, dem Wind beeinflusst, andererseits von der Aktivität dieses Brunnens. Dessen Wasser wiederum zog durchgängig Tiere an, die menschlichen Jägern seit dem Altpaläolithikum als Teil ihrer Versorgung dienten. Dies schlägt sich in 20 Fundschichten nieder, die eine Stärke von 20 m erreichen, von denen fünf Schichten als Hummal bezeichnet werden, da sie einer Fundgruppe großer Ähnlichkeit zugewiesen werden können.

## Grabungen
Systematische Grabungen begannen in Hummal im Jahr 1999 unter der Leitung von Jean-Marie Le  Tensorer und Sultan Muhesen. In situ finden sich von den 20 Schichten El-Kowms die Schichten 6a bis 6c, dann 7a und 7c. Die Stätte gab dem Hummalien, einer archäologischen Kultur, den Namen. Dort fanden Ausgrabungen zwischen 2001 und 2005 sowie von 2009 bis 2010 statt.
Daneben fand sich eine Klingenindustrie in einem gewaltigen Sandlager, das als αh bezeichnet wird. Auch dieses war mehrere Meter hoch und war zwischen Schicht 7 und 10 in die Mitte der Doline abgesackt. Dabei entstanden keinerlei Vermischungen mit anderen Schichten.
Von 2001 bis 2005 wurden systematische Grabungen an der oberen Lage des Humalien, also an den Schichten 7c, 7a, dann 6c-2, 6c-1, 6b und 6a vorgenommen. Diese leitete die polnische Prähistorikerin Dorota Wojtzak. Die Grabungsfläche umfasste 26 m². Dabei wurden über 7.000 lithische Artefakte ausgegraben, hinzu kamen über 100 Überreste von Tieren. 2005 entdeckte eine Schweizer Gruppe ein fossiles Fragment eines Riesenkamels, das auf 150.000 Jahre datiert wurde. Es handelt sich um eine bis dahin unbekannte Art der Kamele, ein Camelus moreli. Es wurde zusammen mit menschlichen Artefakten entdeckt.
2006/7 wurden ein Stück eines menschlichen Oberschenkelknochens sowie Zähne ausgegraben, die sich allerdings nicht sicher Neandertalern zuweisen ließen. Sollte dies gelingen, so wäre Hummal die erste Fundstätte, an der Neandertaler in einer Steppe gelebt hätten.
Die Grabungsfläche wurde in eine westliche und eine östliche aufgeteilt. 2009 entstand im Südteil die Sondage S1 auf einer Fläche von 2 m², die ausgegraben wurde. Nicht alle Schichten sind an allen drei Schwerpunkten nachweisbar. So findet man Schicht 6c nur in der östlichen, Schicht 6a nur in der südlichen Zone. Die Klingenindustrie des Hummalien, die sich in allen drei Zonen nachweisen ließ, ist in stratifizierte archäologische Schichten unterteilt und ist eindeutig zwischen Yabrudien und Moustérien gelagert. Nicht ungestört sind die Schichten 6a und 6b, was einige der archäologischen und archäozoologischen Untersuchungen problematisch macht. Zumal die tierischen Überreste sehr schlecht erhalten waren und die geringe Größe der Samples kaum Schlüsse zulässt.
Trotz der Störung von Schicht 6a und 6b wurden lithische Analysen vorgenommen. Unklar ist, ob die Schwankungen der Fundmengen zwischen den Schichten auf variable Besiedlungsdichten oder die Ausgrabungsumfänge selbst zurückgeht. Schicht 6b und 6a deuten mit ihrer hohen Artefaktkonzentration auf sich wiederholende Aufenthalte von Menschen, wobei zwischen den beiden Schichten keine klare Grenze nachweisbar ist.
In den Schichten 7a, 7c und 6c-2 weisen die niedrigere Artefaktdichte und die Lage und Erhaltung der Überreste, zusammen mit mikromorphologischen Beobachtungen, auf Kurzzeitaufenthalte hin.

## Lithische Analyse
Die übliche Form der Abschlaggewinnung ist die direkte Perkussion mit einem harten Hammer, wie sich etwa am leicht auszumachenden Impaktpunkt erweist, dem Punkt, an dem der Hammer jeweils aufschlug. Einige Abschläge wurden auch mittels eines weichen Hammers gewonnen, wie diffuse Blasenbildung belegt, zumindest an den Rändern. Die unidirektionale Bearbeitung dominiert in allen Schichten, doch auch bidirektional wurde bearbeitet, insbesondere in Sand αh und in den Schichten 6c-2 and 7c.
Ziel der Bearbeitung waren längliche Grundstücke (blanks), wobei diese zwischen 2 und 16 cm lang waren. Im Schnitt lag das Verhältnis zwischen Länge und Breite bei nur 2,7 zu 3. Dabei sind die Formen sehr variabel zwischen dreieckig, trapezoid, flach, schmal, breit, dick oder dünn.
Die Mehrheit ist von gewölbter Form, ein Teil ist aber auch eher rechteckig. Die meisten Rücken sind leicht facettiert oder glatt, einige sind sorgsamst facettiert. Diese „Blanks“ waren, obwohl sie unterschiedlich geformt waren, also prismatisch oder Levallois-artig. Sie scheinen das Ergebnis einer einheitlichen Reduktionsstrategie zu sein. Dabei gibt es zwei Typen, nämlich semi-rotierend und frontal. Die Facettierung wurde zur Verjüngung der Kernplattform genutzt. Darüber hinaus wurde die Oberfläche regelmäßig bearbeitet, indem man zumeist Abschläge an einem natürlichen oder kortikalen Grat schlug. Die erste Methode, die Bearbeitung der Dicke des Kerns, führte zu Klingen von recht hohem Querprofil und einem glatten Rücken. Beim Vorgang fortgesetzten Abschlagens erreichte man nach und nach den breiteren und flacheren Teil des Kerns, zugleich reduzierte sich naturgemäß dessen Volumen. In diesem Stadium der Bearbeitung änderten die Bearbeiter ihr Vorgehen und bereiteten die Randbereiche des Kerns intensiv vor. Die Kerne wurden etwa von einer oder zwei parallelen Plattformen her uni- oder bidirektional bearbeitet. Vielfach wurde die gleiche Technik immer wieder am selben (schrumpfenden) Kern zur Anwendung gebracht, so dass die Abschläge in dem Maß kleiner wurden, wie der Kern, aus dem sie gewonnen wurden, an Volumen verlor. Anscheinend gingen aber viele der Bearbeiter von dieser laminaren zur levalloisähnlichen Technik über, sobald der Kern eine bestimmte Größe unterschritt. Das Resultat war in beiden Fällen eine große Zahl von Klingen sehr unterschiedlicher Länge, wobei die Reduktionstechnik bei Weitem dominierte. Schließlich lässt sich als dritte Technik eine Bearbeitung von Stichel-Kernen (burin-cores) und eine Herstellung von trunkierten, facettierten Stücken belegen. Die stetige Abrasion orientierte sich offenbar am Ergebnis, wozu der Abschlagwinkel jeweils entsprechend der nunmehr veränderten Form angepasst wurde.
Bei diesen Vorgehensweisen erzielte man standardisierte Abschläge und Klingen. Dabei herrschten unter den retuschierten Stücken die länglichen, mit einer Spitze ausgestatteten Stücke vor, die unter harten Schlägen entstanden waren. Typologisch sind dies Spitzen (points) und konvergente Bogenschaber (side-scrapers), während die parallelen Klingen, die auf einer oder auf beiden Seiten retuschiert sind, als ein- oder beidseitige Bogenschaber oder Klingen typologisiert werden. Die retuschierten Klingen sind normalerweise länger und breiter als die nichtmodifizierten. Möglicherweise dienten sie anderen Zwecken als die dickeren Abschläge.
Weiterverwertung von Klingen war ein bedeutendes Ziel im Hummalien. Dabei wurden vorhandene Geräte naturgemäß kleiner, vielfach beidseitig bearbeitet, aber auch zerbrochene Stücke wurden umgearbeitet, ebenso wie große Splitter. Auch wurden Kratzer des Yabrudien zu Kernen umgenutzt, aus denen wiederum die oben genannten Geräte hergestellt wurden. Wohl die Mehrheit der vorgefundenen Geräte ging auf solcherlei Art der Wiederverwertung zurück. Dabei war dies einerseits Ausdruck einer gewissen Sparsamkeit, aber vor allem bieten sich veränderte Nutzungsmöglichkeiten der Endprodukte als Erklärung an.